# Kelurahan Kraton (administrativ by i Indonesien, Jawa Timur, lat -7,59, long 111,45)
Kelurahan Kraton är en administrativ by i Indonesien.   Den ligger i provinsen Jawa Timur, i den västra delen av landet, 500 km öster om huvudstaden Jakarta.